# Свонсі (Південна Кароліна)
Свонсі (англ. Swansea) — місто (англ. town) в США, в окрузі Лексінгтон штату Південна Кароліна. Населення — 722 особи (2020).

## Географія
Свонсі розташоване за координатами 33°44′25″ пн. ш. 81°6′16″ зх. д. / 33.74028° пн. ш. 81.10444° зх. д. (33.740296, -81.104363).  За даними Бюро перепису населення США в 2010 році місто мало площу 5,41 км², з яких 5,27 км² — суходіл та 0,14 км² — водойми.

## Демографія
Згідно з переписом 2010 року, у місті мешкало 827 осіб у 351 домогосподарстві у складі 207 родин. Густота населення становила 153 особи/км².  Було 405 помешкань (75/км²).
Расовий склад населення:
| - 54,1 % — чорних або афроамериканців - 40,3 % — білих - 1,7 % — корінних американців - 0,1 % — азіатів - 1,7 % — осіб інших рас |

До двох чи більше рас належало 2,2 %. Частка іспаномовних становила 1,9 % від усіх жителів.
За віковим діапазоном населення розподілялося таким чином: 25,2 % — особи молодші 18 років, 58,6 % — особи у віці 18—64 років, 16,2 % — особи у віці 65 років та старші. Медіана віку мешканця становила 39,3 року. На 100 осіб жіночої статі у місті припадало 85,0 чоловіків;  на 100 жінок у віці від 18 років та старших — 74,9 чоловіків також старших 18 років.
Середній дохід на одне домашнє господарство  становив 38 859 доларів США (медіана — 30 500), а середній дохід на одну сім'ю — 48 705 доларів (медіана — 47 188). За межею бідності перебувало 22,3 % осіб, у тому числі 37,6 % дітей у віці до 18 років та 19,7 % осіб у віці 65 років та старших.
Цивільне працевлаштоване населення становило 286 осіб. Основні галузі зайнятості: виробництво — 23,8 %, освіта, охорона здоров'я та соціальна допомога — 17,1 %, роздрібна торгівля — 11,5 %, публічна адміністрація — 11,5 %.